# Expire
Expire war eine 2009 gegründete US-amerikanische Hardcore-Punk-Band aus Milwaukee, Wisconsin.

## Geschichte
Expire wurde 2009 in Milwaukee im US-amerikanischen Bundesstaat Wisconsin von Sänger Joshua Kelting, Gitarrist Zack Dear, Bassist Caleb Murphy und Schlagzeuger Marcus Boldt gegründet.
Bis Juni 2014 brachte Expire mit Pendulum Swings ein Album heraus, das über Bridge Nine Records produziert wurde. Zuvor stand die Band bei Six Feet Under Records unter Vertrag, worüber die EPs Grim Rhythm (2010), Suffer the Cycle (2011) und Sink With Me (2012) erschienen. Zudem veröffentlichte die Gruppe mit Live at Sound and Fury (2012) eine Live-CD und eine Split mit der Gruppe Soul Control (2013).
Die Gruppe tourte bereits durch Japan, Nordamerika und Europa. Dabei traten Expire mit Gruppen wie Coldburn, Your Demise, Being as an Ocean, Counterparts und Hundredth auf.
Am 17. Juni 2014 veröffentlichte Expire ihr zweites Album Pretty Low über Bridge Nine Records. Am 25. Juni 2014 startete die Gruppe eine Konzertreise durch die Vereinigten Staaten, welche am 17. Juli 2014 beendet wurde. Danach flog die Gruppe nach Europa, wo zwischen dem 26. Juli und dem 17. August 2014 eine weitere Konzertreise angesetzt war. Auch war die Gruppe auf dem Ieperfest zu sehen.
Am 8. August 2016 gab die Gruppe überraschend ihre Auflösung bekannt. Allerdings erscheint am 23. September 2016 noch das Album With Regret. Außerdem spielt die Band Ende 2016 eine Abschiedstournee durch Europa mit Landscapes und Knocked Loose.

## Diskografie

### Demos
- 2009: Demo 2009

### EPs
- 2010: Grim Rhythm (Six Feet Under Records)
- 2011: Suffer the Cycle (Six Feet Under Records)
- 2012: Sink with Me (Six Feet Under Records)

### Alben
- 2012: Pendulum Swings (Bridge Nine Records)
- 2014: Pretty Low (Bridge Nine Records)
- 2016: With Regret (Bridge Nine Records)

### Split-Veröffentlichungen
- 2013: Split mit Soul Control